# 高米店南駅
座標: 北緯39度45分49.72秒 東経116度19分28.87秒 / 北緯39.7638111度 東経116.3246861度
高米店南駅（こうべいてんみなみえき）とは中華人民共和国北京市大興区に位置する北京地下鉄大興線の駅である。

## 駅構造
島式ホーム1面2線を有する地下駅。

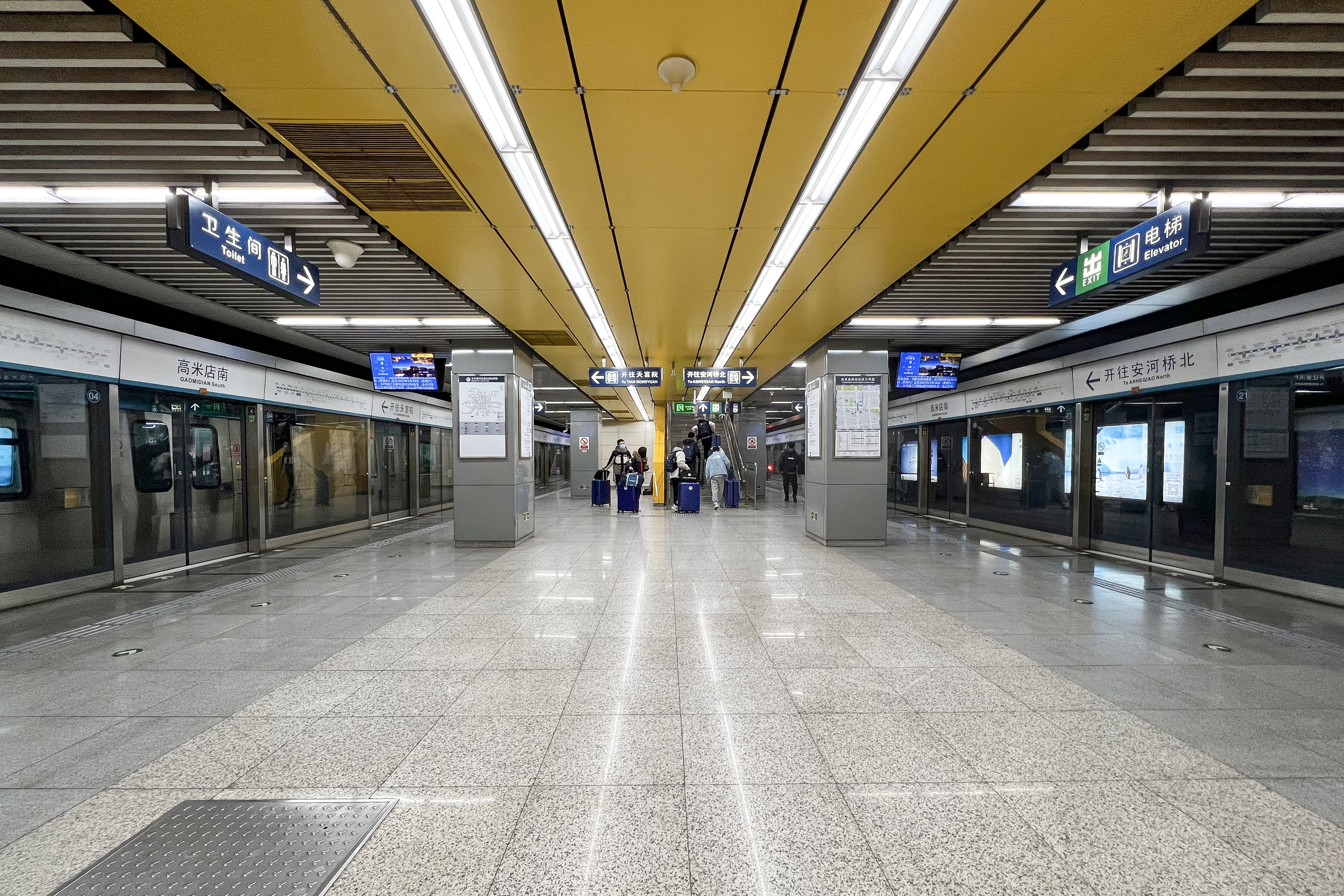
ホーム

駅構内には「天籟之音」と題された装飾が為されている。

## 歴史
- 2010年12月30日 - 開業。

## 隣の駅
北京地下鉄
■大興線
高米店北駅 - 高米店南駅 - 棗園駅